# هانس كيرك
هانس كيرك (بالدنماركية: Hans Kirk)‏ هو ناقد أدبي وكاتب دنماركي، ولد في 11 يناير 1898 في هادسوند في الدنمارك، وتوفي في 16 يونيو 1962 في كوبنهاغن في الدنمارك.

## وصلات خارجية
- هانس كيرك على موقع IMDb (الإنجليزية)
- هانس كيرك على موقع قاعدة بيانات الفيلم (الإنجليزية)